# 근위병

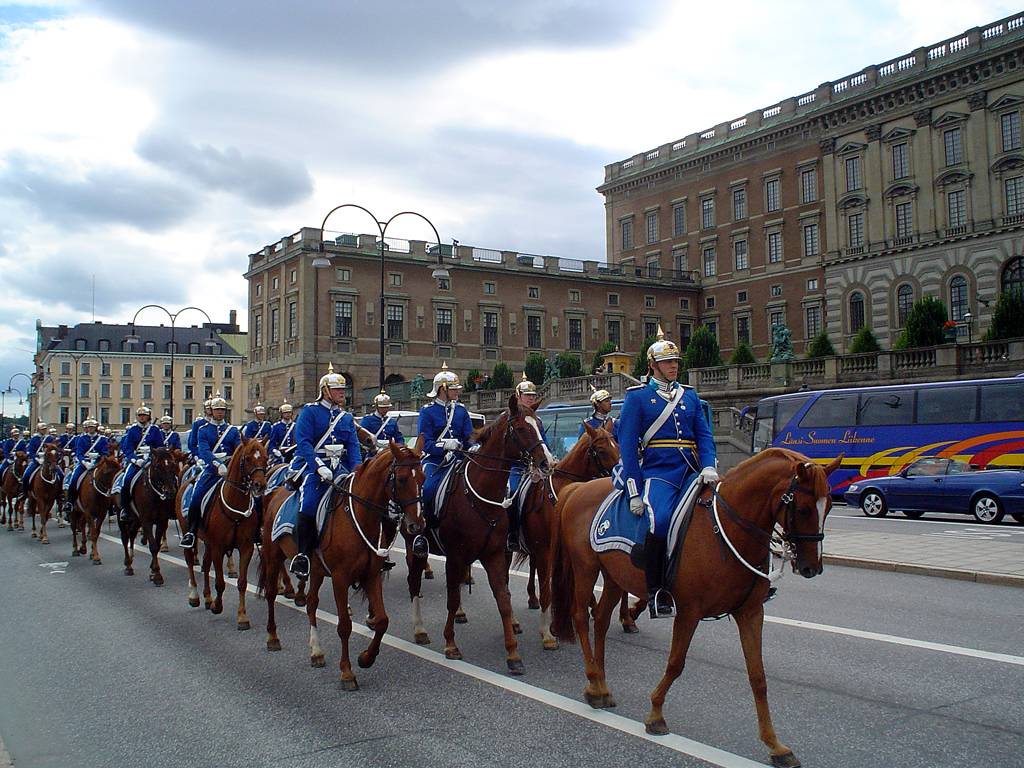
근위 기마대의 행진

근위병(近衛兵)은 주군을 호위하는 군주 직속의 군인 혹은 군대를 뜻한다. 영국 국왕이 머무는 왕궁 등 주요 시설의 경비와 국가원수 사열식을 담당하는 영국 육군(British Army)의 부대들이다. 영국 여행코스에 꼭 들어갈 만 한 근위병 교대식 속 그 사람들이다. 꼭 영국에만 존재하는 것은 아니나, 영국의 근위병이 가장 유명하고 잘 알려져있다.

## 영국 왕실 근위대
영국 왕실 근위대는 영국 육군 기병 2개 연대와 보병 5개 연대, 근위 기마 포병대로 구성된다.

### 특징

#### 복장
훈련 시 입는 전투복, 행사 시 입는 예복. 이때 우리가 흔히 알고 있는 붉은색 옷과 성냥을 연상케 하는 커다란 털모자가 예복이자 근위병의 상징이다.
털모자는 곰가죽으로 만들었으며 그 무게는 1.5파운드(약 0.7kg)이다.

### 구성

#### 라이프 가드
영어 명칭은 'Life Guards'. 영국 국왕 찰스 2세가 1658년 벨기에 브뤼주에서 창설했다. 당시 영국은 아직 올리버 크롬웰 지배 하에 있었고, 찰스 2세는 대륙에서 망명중이었다.
현역인 부대 중 가장 오래된 부대로 인정받는다. 지금은 기갑부대가 되어 있다. 기병인 만큼 매우 알아보기 쉽다.

#### 블루스 앤 로열스
영어 명칭은 'Blues and Royals'.  1650년 올리버 크롬웰이 창설한 New Model Army의 기병 부대와 1661년 창설된 용기병 부대에서 기원했다. 지금과 같이 하나의 부대로 합쳐진 것은 1969년이다. 라이프 가드 연대와 마찬가지로 구분하기가 매우 쉽다. 다른 부대는 모두 빨간 군복을 입는 데 반해 이 부대만 유일하게 남색이다.

#### 그레네디어 가드
보병 연대. 영어 명칭은 'The Grenadier Guards'. 라이프 가드 연대와 마찬가지로 1650년 대륙에 망명 중이던 찰스 2세에 의해 브뤼주에서 창설되었다. 현재 병과는 일종의 특수 부대인 경보병(輕步兵, Light Infantry)이다. 군모 왼쪽에 흰 깃털 장식을 착용하며, 칼라장은 화염을 뿜어내는 수류탄이다.

#### 콜드스트림 가드
보병 연대. 영어 명칭은 'Coldstream Guards'. 1650년 올리버 크롬웰이 창설한 New Model Army의 보병 부대에서 기원했다. 비록 창설은 전체 영국군에서 가장 빠르지만 공식적인 순서는 New Model Army를 제외하고 세기 때문에, 라이프 가드 연대 - 척탄병 연대 다음으로 세 번째이다. 현재 병과는 역시 경보병이다. 군모 오른쪽에 빨간색 깃털 장식을 착용하며, 칼라장은 꽃 모양. 근위병 교대식의 단골 주인공이기 때문에 관광객들이 볼 일도 많고, 음반도 많이 나와 있다.

#### 스코츠 가드
보병 연대. 영어 명칭은 'Scots Guards'. 1642년 스코틀랜드의 클랜 캠벨이 찰스 1세를 지원하기 위해 만든 보병 연대가 전신으로, 연합왕국군의 일원으로 합류한 것은 1686년이다. 현재 병과는 기계화보병이다. 역시 군모에 깃털 장식을 착용하지 않으며, 칼라장은 스코틀랜드의 국화인 엉겅퀴다.

#### 아이리쉬 가드
보병 연대. 영어 명칭은 'Irish Guards'. 1900년 창설됐다. 현재 병과는 경보병이다. 군모 오른쪽에 남청색 깃털 장식을 착용하며, 칼라장은 세잎 클로버다. 세잎 클로버는 아일랜드의 수호성인 성 파트리치오 주교의 상징이며, 더 나아가 아일랜드 전체의 상징이다.

#### 웰시 가드
보병 연대. 영어 명칭은 'Welsh Guards'. 제1차 세계대전 중인 1915년 창설됐다. 전투부대 중 가장 마지막으로 창설된 근위 연대다. 지금은 경보병으로 편제되어 있다. 군모 왼쪽에 백-녹-백의 깃털 장식을 착용하며, 칼라장은 깃털이다.

### 편성
영국 근위대 각 연대는 현재 1개 대대 규모로 축소 편성되으나 연대 명칭을 유지하고 있으며, 모두 런던에 연대본부를 두고 있다. 각 연대의 일부 대대 또는 중대가 실제 왕궁 근위병 임무를 맡으며, 나머지 병력은 영국 육군과 동일한 임무를 수행한다.
- 기병 연대 : 라이프 가드 및 블루스 앤 로열스 연합 편성. 341명, 말 250필.
- 그레네이더 가드 연대 : 경보병 1개 대대(제1대대, 558명) 및 1개 독립 중대, 1개 예비 중대.
- 콜드스트림 가드 연대 : 경보병 1개 대대(제1대대, 559명) 및 1개 독립 중대(제7중대, 증편 중대), 1개 예비 중대(제17중대).
- 스코츠 가드 연대 : 기계화보병 1개 대대(제1대대, 707명) 및 1개 독립 중대(F중대), 1개 예비 중대(G중대).
- 아이리쉬 가드 연대 : 경보병 1개 대대(제1대대) 및 2개 독립 중대(제9중대, 제12중대), 1개 예비 중대(제15중대).
- 웰시 가드 연대 : 경기계화보병 1개 대대(제1대대, 579명)
- 왕실 기마 포병대 : 1개 의전 포대

### 이슈
관광객들 바로 앞에서 근위병 교대식을 진행하는 등, 민간 관광객과 아주 가까운 거리에서 접촉한다. 때문에 관광객들이 근위병을 만져보거나, 어깨를 치는 등의 행동을 취할 때가 있다. 하지만 근위대도 영국 왕실을 수호하는 군대이므로, 공격으로 보일 수 있는 행동들은 방어하고 경계하는 게 당연하다. 2021년 12월 30일엔 근위대의 행진 도중 아이가 걸려 넘어졌지만, 행진을 멈추지 않고 그대로 행진을 진행해서 아이를 그대로 넘어 지나가는 모습을 보인 적이 있다. 이에 '너무한 것 아니냐'는 비판적인 여론이 형성되었으나, 영국 국방부는 "이는 근위병의 임무 수행이었고, 아이가 무사한 것을 확인한 후 지나간 것이다" 라고 밝혔다. 이외에도 근위병과 관광객의 거리가 너무 가까워서 벌어진 사고들이 몇 있다. 2015년엔 근위병이 자신의 어깨에 손을 올린 관광객에게 총을 겨눈 일도 있었다.

## 기타
군주제가 폐지된 국가라도 역사적 경위 등에 따라 근위병이나 친위대 등의 명칭이 존속하는 경우도 있다. 단, 일본어에서는〈근위〉(일본어: 近衛)라 함은 세습 원수(元首)를 호위하는 자를 나타내며, 세습이 아닌 원수를 호위하는 자는 통상적으로는 근위병이라는 말에 해당하지 않는다.

## 같이 보기
- 미국 비밀경호국
- 공화국 수비대